# Semnopithecus hector
Semnopithecus hector (лангур тарайський) — примат з роду Semnopithecus родини мавпові. Також відомий як лангур Хануман на честь бога мавп Ханумана, і вважається священним в індуїстській релігії.

## Опис
Є одними з невеликих представників роду тонкої статури з довгим хвостом. Хутро білувато-жовте, спина, руки, коліна і хвіст темніші. Обличчя темне і голе.

## Поширення
Країни проживання: Бутан, Індія, Непал. Цей вид зустрічається в різних місцях проживання, таких як вологі листяні ліси, дубові ліси на великих висотах. Висота проживання: від 150 м до 1600 м. Іноді харчується в садах і на посівах.

## Стиль життя
Це денний, листоїдний вид, який живе як на деревах, так і на землі групами з кількома самцями й кількома самицями. Крім того, їсть фрукти, бруньки та інші матеріали рослин.

## Загрози та охорона
Загрози: гірничодобувна промисловість, збір та виробництво дров і деревного вугілля, розподіл землі (переселення) для безземельних людей. Втрата середовища існування, урбанізація і вбивство електричним струмом від ліній електропередач. Цей вид занесений в Додаток I СІТЕС. Як відомо, живе в Rajaji National Park та Valmiki Sanctuary.